# Elena Duque
Elena Duque (Avilés, 1980) es una cineasta, programadora, editora y crítica de cine hispano venezolana.

## Biografía
De familia de origen venezolano nacida en España, Elena Duque es licenciada en Comunicación Audiovisual por la Universidad Complutense de Madrid. Como cineasta, ha realizado varios cortometrajes de animación y experimentales, entre ellos Cómo hacer un fanzine, exhibido en el CA2M de Madrid, De cara a la galeria, estrenado en Curta 8 (Curitiba, Brasil); La mar salada, seleccionado en los festivales Transient Visions (Nueva York) o el Florida Experimental Film/Video Festival; Pla y Cancela (2017), proyectado en los festivales de Verín y el D'A Film Festival Barcelona, y en la exposición Cibermujeres en La Neomudéjar, el Círculo de Bellas Artes (Madrid), así como en el London Animation Film Festival o el Experiments in Cinema de  Albuquerque (Estados Unidos), entre otros. En 2020 su trabajo se presentó en una sesión monográfica Elena Duque. Who I am and Why I Make Films en el Echo Park Film Center en Los Ángeles. Ha creado también cabeceras para festivales como FilMadrid, la Semana del Audiovisual Contemporáneo de Oviedo (SACO) y (S8) Mostra de Cinema Periférico de La Coruña.
Como programadora, crítica y editora, ha trabajado para festivales de cine como el de Gijón, el Festival Internacional de Cine de Róterdam y el Bafici (Buenos Aires), festival para el que editó el libro Val del Omar. Más allá de la órbita terrestre (2015), presentado en el festival de cine experimental Les Inattendus de Lyon en 2016. También ha realizado programas para el Images Festival en Toronto, San Francisco Cinematheque, Tabakalera (San Sebastián) o Cineteca Matadero en Madrid. Actualmente (2020) es programadora y cabeza del departamento editorial de (S8) Mostra de Cinema Periférico de Coruña y del Festival de Cine Europeo de Sevilla. Ha colaborado con publicaciones como el Diario Público, Arte Contexto, Caimán Cuadernos de Cine o Lumière.

## Filmografía
Cortometrajes
- Cómo hacer un fanzine (2010)
- Ñam (2014)
- La Mar Salada (2014)
- Sandwich mixto (2015)
- Portugal (2015)
- Recuerdo de A Coruña (2015)
- Let’s Make Brownies (2015)
- Postales (2016)
- Pasatiempo (2016)
- La Marina (2016)
- Wadaka (2016)
- Pla y Cancela (2017)
- Valdediós (2020)
- Colección Privada (2020)
- Una (posible) vuelta al mundo en super 8 (2021)
- Mar de coral (2022)
- Ojitos mentirosos (2023)

Videoclips
- I’m Not You Will - Los Jaguares de la Bahía (2017)
- Mountain Fires - The Mining Co (2018)
- Mexico Alone - The Mining Co (2019)
- Talismán - Auto Sacramental (2020)